# Arichanna lacista
Arichanna lacista là một loài bướm đêm trong họ Geometridae.